# Aksel Werner Ruusuvaara
Aksel Werner Ruusuvaara (né Rosberg le 25 décembre 1867  à Leppävirta – mort le 7 juin 1923 à Helsinki) est un juriste et sénateur finlandais,.